# Jacques Hérold
Pour les articles homonymes, voir Herold.
Jacques Hérold, pseudonyme de Herold Blumer est un peintre, sculpteur, illustrateur franco-roumain lié au mouvement surréaliste, né à Piatra Neamț (dans le județ de Neamț, dans la province de Moldavie en Roumanie) le 10 octobre 1910 et mort à Paris le 11 janvier 1987.

## Biographie

### Enfance et études
Jacques Hérold, de famille juive, passe son enfance à Piatra Neamț de 1910 à 1912, puis à Galați de 1913 à 1914, Mărășești en 1915 - 1916, Fălticeni de 1917 à 1923, Bucarest à partir de 1923. De 1923 à 1927, il suit, parallèlement à ses études, des cours de dessin dans une académie.
En octobre 1927, il est admis à l’École des beaux-arts de Bucarest et suit les cours de Ion Theodorescu-Sion. 

### Débuts à Paris
En 1929, il fréquente la Libre Académie Vlădescu et entre dans un bureau d’architecte. Il découvre les revues d’avant-garde 75 HP et Unu [Un] à laquelle il participe. Il se lie d’amitié avec Claude Sernet. La réalisation d'affiches début 1930 lui permet de payer son voyage à Paris. Une grande partie du voyage se fait en bateau en remontant le Danube.
Il arrive à Paris en juin 1930. En 1931, il rencontre Arthur Adamov, Benjamin Fondane, Victor Brauner né comme lui à Piatra Neamț qui lui conseille d’adopter le prénom de Jacques, qu’il écrira Jack jusqu’au début des années 1940.
Il devient pour quelques mois l’assistant du sculpteur Constantin Brancusi. Il peint cette année 1931 Le Grand Silence et Gulf Stream. 
En 1933, il est soutenu par son oncle maternel Léon Veintraub. Ses liens d'amitié avec Victor Brauner se renforcent et il se lie également d’amitié avec Yves Tanguy et rencontre André Breton. Il réalise un premier cadavre exquis avec Brauner, Tanguy et Breton. Il fréquente alors le groupe surréaliste et commence à peindre à cette période des êtres totalement ou partiellement écorchés, voulant, par l’arrachement de la peau, mieux traduire leurs mouvements. Dès 1934, sous l’influence du texte d’André Breton, « La beauté sera convulsive », paru dans le numéro 5 de la revue Minotaure, il entame une réflexion sur le cristal, la cristallisation, tout en continuant à peindre des êtres écorchés, s’attachant à la représentation en mouvement des objets, des personnages et de l’atmosphère environnante, procédant, comme il le dit, « à un écorchage systématique, non seulement des personnages, mais encore des objets, du paysage, de l’atmosphère, jusqu’à arracher la peau du ciel » : La Rencontre, L’Abreuvoir, Crystal amoureux. 
Le 11 janvier 1936, il épouse Violette Boglio. Il loue un atelier 10, rue Rosenwald à Paris et commence à peindre des insectes et animaux hybrides, en particulier Lumen. En 1937, il peint L’Autogène et Le Germe de la nuit. Il se lie d’amitié avec Oscar Dominguez, Raoul Ubac, Robert Rius, Sylvain Itkine. 
En 1938, il fréquente Chaïm Soutine, Henry Miller, Léo Malet, Gilbert Lely, Gaston Ferdière, Henri Ey, Jacques Lacan. Il expose Arsenic, un très grand autoportrait, au Salon des surindépendants. Il peint Je t’raime. Cette peinture sera exposée en mars-avril 1939 à l’exposition « Le rêve dans l’art et la littérature » organisée par Frédéric Delanglade à la Galerie contemporaine à Paris. Cette année 1939, André Breton visite son atelier et il est admiratif devant la peinture titrée Les Têtes.

### Années 1940
Début 1940, Hérold s’installe 5, passage Dechambre à Paris. Peu avant la capitulation, en juin 1940, il se réfugie avec Victor Brauner et Oscar Dominguez dans le sud de la France, d’abord près de Perpignan, puis à Marseille où ils retrouvent les surréalistes sur le chemin de l’exil, notamment André Breton, Max Ernst, Wilfredo Lam. À Marseille, Hérold participe à la coopérative du Fruit Mordoré montée par Sylvain Itkine et on le voit régulièrement avec les surréalistes à la Villa Air-Bel. Il réalise fin 1940 des décors et costumes pour Les Barbes nobles d’André Roussin et en février 1941 des décors pour Conrad le Maudit de Léo Sauvage d’après Mark Twain. 
En mars 1941, il participe à la réalisation du Jeu de cartes de Marseille, obtenant par tirage au sort les figures de Sade et de Lamiel. En avril 1942, il séjourne à Oppède dans le Luberon à l’invitation de Bernard Zehrfuss. Un voyage en car à Lacoste lui permet de découvrir les ruines du château du marquis de Sade. Il peint au retour de Lacoste La liseuse d’Aigle, héroïne sadienne. En mai, il est de retour à Marseille. À la fin du mois de décembre 1942, il part se réfugier à Annecy pour quelques mois. Il n’a guère les moyens de peindre, mais il fait des projets, les notant sur des carnets : « J’oppose aux structures molles de Dali l’objet construit en aiguille, verre cassé, lames tranchantes, cristal. Une main coupante, une coupe-poignard ». En juin 1943, il revient à Paris. Il y retrouve le poète Robert Rius et entre en relations avec le groupe surréaliste « La Main à Plume » animé par Noël Arnaud, Jean-François Chabrun, Gérard de Sède. Au sein de ce groupe, il se lie notamment d’amitié avec Boris Rybak. En août 1943, il prend part à la publication de la plaquette Le Surréalisme encore et toujours, édité par La Main à Plume, avec un texte titré « Points-feu » : « La cristallisation étant une résultante du devenir de la forme et de la matière, la peinture doit atteindre à la cristallisation de l’objet. Le corps humain, notamment, est une constellation de points-feu d’où rayonnent les cristaux. Ceux-ci constituant la substance des objets, la force de gravitation les arrache à l’atmosphère. Il faut donc que les objets peints, pour être réels, soient déchiquetés, et parce que le vent les traverse, les flagelle et qu’il aide à leur déchirure, il faut peindre le vent ». 
Au printemps 1944, il rencontre France Binard qui deviendra sa deuxième épouse sous le nom de Véra Hérold. Fin 1944, il illustre Le linceul des marées, poème surréaliste de Boris Rybak et il réalise le frontispice de L’Avenir du surréalisme. En 1945, il se lie d’amitié avec Michel Fardoulis-Lagrange et avec le peintre Nicolas de Staël. L’automne 1945, il participe, à l’initiative de Frédéric Delanglade, à la décoration murale de la Salle de garde de l’Hôpital Sainte-Anne à Paris. À l’exposition « Surréalisme » organisée à la Galerie des Éditions La Boétie à Bruxelles, du 15 décembre 1945 au 15 janvier 1946, il présente Mimétisme des objets . En juin 1946, il retrouve André Breton de retour de son exil aux États-Unis. En octobre 1946, il illustre le deuxième numéro de la revue « La Révolution La Nuit » fondée par Yves Bonnefoy. En juillet 1947, il participe à la 8e Exposition internationale du surréalisme, « Le Surréalisme en 1947 », organisée à Paris à la galerie Maeght. Il y présente une importante sculpture en plâtre représentant Le Grand Transparent, pour l’autel du Grand Transparent, quelques sculptures - objets placées sur d’autres autels et une toile récente titrée La Nourrice des forêts. Pour le catalogue, il rédige un texte titré « L’œuf obéissant, l’œuf désobéissant ». Dans le contexte de la préparation de cette exposition, il fait la connaissance de Sarane Alexandrian qui venait de rallier le groupe surréaliste. En octobre 1947, la galerie des Cahiers d’Art dirigée par Christian Zervos lui organise une exposition particulière avec seize peintures sur la thématique de la cristallisation et une sculpture titrée La Femmoiselle. Le catalogue est préfacé par André Breton. En 1948-1949, il collabore à la revue Néon fondée par Sarane Alexandrian, Jindrich Heisler, Stanislas Rodanski et Claude Tarnaud. Il se lie d’amitié avec Pierre Demarne et Alain Jouffroy. L’été 1948, il achète une maison délabrée à Lacoste, en dessous des ruines du château du marquis de Sade. Sa peinture évolue. Il entreprend de briser et disséminer les formes, ce qui aboutit à sa période des fragmentations, faisant éclater le monde minéral. En juin 1949, Il illustre d’une eau-forte L’Aigle, Mademoiselle…, recueil de lettres inédites du Marquis de Sade rassemblées par Gilbert Lely, publié par Georges Artigues. Sa peinture évolue.

### Années 1950
En 1950, il illustre d’un frontispice Derrière son double du poète Jean-Pierre Duprey aux éditions Le Soleil noir dirigées par François Di Dio. Il collabore à l’Almanach surréaliste du demi-siècle, numéro spécial de La Nef, aux Éditions du Sagittaire, avec notamment un texte titré « L’Être et ses reflets ». Il illustre de cinq eaux-fortes « La Vanille et la manille », lettre inédite du Marquis de Sade à Madame de Sade écrite au donjon de Vincennes, Collection Drosera, I. À la fin de mars 1951, à la suite de l’affaire Carrouges, il refuse de signer l’exclusion de Patrick Waldberg et d’Henri Pastoureau du groupe surréaliste. Il en est alors lui-même exclu. En mai 1951, il illustre de six eaux-fortes La terre habitable de Julien Gracq, Collection Drosera, II. En novembre 1951, il expose à la galerie Parnass à Wuppertal. Dans ses peintures, il se préoccupe à présent de plus en plus de leur texture, en modelant les épaisseurs de pâte et en diversifiant les touches pour faire ressortir la matière. En 1952, il reçoit à Paris le poète roumain Ghérasim Luca et il illustre de trois dessins Héros-limite de ce dernier publié par François Di Dio aux éditions Le Soleil noir en septembre 1953. En novembre 1954, il expose à la Galerie Furstenberg. En décembre 1954, il illustre de sept eaux-fortes Le soleil placé en abîme de Francis Ponge, Collection Drosera, III. En septembre 1955, sa compagne le quitte sans explications. 
Au printemps 1956, il rencontre Muguette Haudecoeur qui deviendra sa dernière épouse. En février 1957, il publie son Maltraité de peinture aux Éditions Falaize dirigées par Georges Fall. En mars 1957, il expose au palais des beaux-arts de Bruxelles. Le catalogue est préfacé par Patrick Waldberg. En 1958, il peint Le Catalyseur qui entrera dans la collection de William Copley. Il expose à la Tate Gallery à Londres et au musée d’art moderne de la ville de Paris. Début 1959, il se lie d’amitié avec Samuel Beckett. En mai 1959, il expose à la galerie La Cour d’Ingres à Paris. Il y présente notamment Habitation et L’Initiatrice. Le catalogue est préfacé par Michel Butor avec qui il s’est lié d’amitié. Du 15 décembre 1959 au 28 février 1960, il participe à la 9e Exposition internationale du surréalisme à la galerie Daniel Cordier à Paris. Il peint à cette période une série de peintures presque blanches (Le Sorcier noir, Le Piège…) qu’il présentera à une nouvelle exposition à la galerie Parnass à Wuppertal en mai-juin 1960. Fin 1960, il illustre « La Vérité », poème inédit du marquis de Sade publié par les Éditions Jean-Jacques Pauvert. En 1961, il passe aux fonds noirs ou sombres sur lesquels il mettra de plus en plus de couleurs, composant en particulier Drosera I et Le Baiser.

### Années 1960
Le 7 juin 1963 naît sa fille Delphine. En février 1964, Michel Butor lui consacre une monographie dans la collection Le Musée de poche, aux éditions Georges Fall. En avril 1964, il participe à l’exposition « Le surréalisme - Sources, Histoire, Affinités » organisée par Patrick Waldberg à la galerie Charpentier à Paris. En avril 1965, il expose à la galerie Au Pont des Arts dirigée par Lucie Weill. Sur un fond sombre, Hérold applique à présent une pâte épaisse au couteau à laquelle il donne des formes efflorescentes par touches en croissants de couleur. En février 1967, il illustre d’eaux-fortes Dialogues des règnes de Michel Butor. En septembre 1967, il illustre d’un double frontispice Ma Civilisation de Gilbert Lely et en octobre 1967, il illustre de dix eaux-fortes L’Archangélique de Georges Bataille. En 1968, il réalise quelques tableaux - objets selon un procédé qu’il avait imaginé (le pressionnisme) et il placarde des affiches-poèmes (à partir de textes de Ghérasim Luca, Gilbert Lely, Michel Butor et du Marquis de Sade) dans les rues de la rive gauche à Paris et à Lacoste, Avignon, Aix-en-Provence, Salon-de-Provence. 

### Années 1970
En 1970, il doit quitter le passage Dechambre pour s’installer rue Ricaut et il loue un atelier quai de la Gare. Il expose en avril de cette année 1970 à nouveau à la galerie Au Pont des Arts à Paris. En février 1972, il expose à la galerie de Seine à Paris. Sa peinture est de plus en plus influencée par la nature, le végétal. En avril 1972, il illustre d’une eau-forte Sang de Satin de Michel Bulteau. Une importante exposition lui est consacrée à l’abbaye de Royaumont. En 1974, il s’installe au 7, rue Bénard. En octobre 1974, il illustre de douze lithographies en couleurs DiAmants de Jean-Clarence Lambert. Il peint alors jusqu’à la fin de sa vie de grandes compositions, toujours très poétiques, envahies de formes végétales fragmentées avec une importance de plus en plus grande accordée à la pollinisation, la fécondation de la nature.

## Rétrospective
Le musée Cantini de Marseille lui a consacré une grande exposition « Jacques Hérold et le surréalisme » du 10 octobre 2010 au 17 février 2011 à l'occasion du centième anniversaire de la naissance de l'artiste. Le catalogue (édité par Silvana Editoriale) regroupe les essais de Christine Poullain, Christophe Dauphin, Rose-Hélène Iché, Michel Butor et Jean-Michel Goutier, augmentés d'une chronologie détaillée et illustrée.

## Œuvres dans les collections publiques
- Bruxelles, Musées royaux des Beaux-Arts de Belgique : Le nu fou, huile sur toile, 1964.
- Céret, Musée d’Art Moderne : Les poussées contradictoires, huile sur toile, 1957.
- Jérusalem, The Israel Museum : Sans titre, huile sur carton, 1934.
- Liège, Musée d’Art Moderne : L’incendie, huile sur panneau, 1948.
- Marseille, Musée Cantini : Les Têtes, huile sur toile, 1939 / Sans titre, huile sur toile, 1940 / Dessin collectif, 1940 / Deux dessins de cartes à jouer pour le « Jeu de Marseille » (Lamiel / Sade), 1941 / La terre, la nuit, huile sur toile, 1965.
- New York, Museum of Modern Art : Cadavre exquis, 1934.
- Paris, Musée National d’Art Moderne, Centre Georges Pompidou : Le rouge en flamme, le noir en voûte, huile sur panneau, 1947 / Cadavre exquis, 1941. Paris,
- Musée d’Art Moderne de la Ville de Paris : Une flamme sur la nuque, huile sur toile, 1966.
- Rome, Galleria Nazionale d’Arte Moderna e Contemporanea : L’amour dans la forêt, huile sur toile, 1976.
- Valence, Musée des Beaux-Arts : Poussières d’Afrique, huile sur toile, 1961.
- Zurich, Kunsthaus, Air détaché, gouache sur carton, intégré dans « Le musée en tiroirs » d’Herbert Distel, 1975.

## Expositions
- 1947 : Paris, Galerie Cahiers d’Art
- 1948 : New York, Galerie Julius Carlebach
- 1949 : San Francisco, M. H. de Young Memorial Museum
- 1951 : Bruxelles, Galerie Ex-Libris
- 1951 : Wuppertal, Galerie Parnass
- 1952 : Francfort, Zimmergalerie Franck
- 1954 : Paris, Galerie Furstenberg
- 1957 : Bruxelles, Palais des Beaux-Arts
- 1959 : Paris, La Cour d’Ingres
- 1960 : Wuppertal, Galerie Parnass
- 1965 : Paris, Au Pont des Arts
- 1966 : Marseille, Galerie Garibaldi
- 1966 : Milan, Galleria Milano
- 1968 : Lacoste, Galerie Les Contards
- 1970 : Paris, Au Pont des Arts
- 1970 : Turin, Galerie Il Fauno
- 1971 : Bonnieux, Galerie du Haut Bonnieux
- 1971 : Montauban, Maison du Peuple
- 1972 : Paris, Galerie de Seine
- 1972 : Asnières-sur-Oise, Abbaye de Royaumont
- 1973 : Helsinki, Galerie Christel
- 1974 : Milan, Galleria Annunciata
- 1975 : Beyrouth, Gallery One
- 1977 : Paris, Galerie de Seine
- 1978 : Paris, Galerie des Grands Augustins
- 1979 : Paris, Galerie B.I.M.C.
- 1980 : Monte Carlo, Galerie Le Poi
- 1980 : Paris, Galerie de Larcos
- 1981 : Florence, Institut Français
- 1981 : Florence, Galerie Saletta Gonnelli
- 1982 : Rome, Centre culturel français
- 1982 : Rome, Studio Zebra
- 1984 : Séoul, Galerie de Séoul
- 1985 : Paris, Galerie Patrice Trigano
- 1985 : Paris, Galerie Arenthon
- 1987 : Saint-Brieuc, Centre d’Action Culturelle
- 1990 : Paris, Galerie La Pochade
- 1996 : Thonon-les-Bains, Maison des Arts : Jacques Hérold - Le surréalisme et après
- 2006 : Paris, Galerie Marion Meyer et Galerie 1900 - 2000
- 2010 : Marseille, Musée Cantini du 10 octobre 2010 au 17 janvier 2011 : Jacques Hérold (1910-1987) et le surréalisme, avec un Catalogue d'Exposition par Silvana Editoriale / Musée Cantini Marseille.

### Principales expositions collectives
- 1931 : Paris, Galerie de la Renaissance : Salon « 1940 »
- 1936 : Paris, Salon des Surindépendants
- 1938 : Paris, Salon des Surindépendants
- 1939 : Paris, Salon des Indépendants
- 1939 : Paris, Galerie contemporaine : Le rêve dans l’art et la littérature
- 1944 : Paris, Salon d’Automne : Groupe Surréaliste
- 1945 : Paris, Salon d’Automne
- 1945 : Paris, Salon des Surindépendants
- 1945 : Bruxelles, Galerie des Éditions La Boétie : Surréalisme
- 1946 : Paris, Galerie Denise René, D’Ingres à nos jours
- 1946 : Paris, Galerie Pierre : Hommage à Antonin Artaud
- 1946 : Paris, Salon des Surindépendants
- 1947 : Paris, Galerie Maeght : Le Surréalisme en 1947
- 1947 : Prague, Topicov Salon : Surrealismo internazionale
- 1947 : Paris, Salon des Surindépendants
- 1948 : Paris, Galerie Nina Dausset : Le Cadavre exquis, son exaltation
- 1949 : Paris, Galerie Nina Dausset : Surréalisme, documents inédits
- 1950 : Malmoe : Phases
- 1950 : Londres, Institut of Contemporary Arts : London-Paris
- 1951 : Liège, Musée de Liège : La peinture française au Musée de Liège, nouvelles acquisitions
- 1951 : Tokyo, Exposition internationale
- 1952 : Saarebrücken, Saarland Museum : Surrealistische Malerei in Europa
- 1953 : Ostende, Kursaal : Art Fantastique
- 1954 : Paris, Studio Facchetti : Phases
- 1954 : Lima, Galeria de Lima : Pinturas Surrealistas
- 1955 : Paris, Galerie Creuze : Phases de l’art contemporain
- 1957 : Otterlo, Museum Kröller-Müller, et Liège, Musée des Beaux-Arts : Collection Urvater
- 1957 : Paris, Salon de Mai (et les suivants jusqu’en 1968)
- 1958 : Paris, Musée d’Art Moderne
- 1959 : Milan, Galerie Schwarz : Mostra surrealista internazionale
- 1959 : Paris, Galerie Daniel Cordier : Exposition internationale du Surréalisme (EROS)
- 1960 : New York, D’Arcy Galleries : International Surrealist Exhibition
- 1961 : Besançon, Palais Granvelle : Surréalistes et précurseurs
- 1962 : Paris, Galerie La Cour d’Ingres : Lam, Paalen, Hérold
- 1963 : Paris, Galerie Le Point Cardinal : Collages surréalistes
- 1964 : Paris, Galerie Charpentier : Le Surréalisme. Sources, Histoire, Affinités
- 1964 : Gand, Musée des Beaux-Arts : Figuration Défiguration - La figure humaine depuis Picasso
- 1965 : Paris, Galerie L’œil : L’écart absolu
- 1965 : Sao Paulo, Museu de Arte Moderna, VIIIe Biennale : Surrealismo e Arte fantastica
- 1966 : Rio de Janeiro, Museu de Arte Moderna : Surrealismo e Arte fantastica.
- 1966 : Tel Aviv, Musée d’art moderne : Le Surréalisme
- 1966 : Berne, Kunsthalle : Phantastische Kunst Surrealismus
- 1967 : Cuba, Musée de La Havane, Sélection du Salon de Mai
- 1968 : Knokke-Le-Zoute, Kursaal : Trésors du Surréalisme
- 1969 : Avignon, Palais des Papes : L’œil écoute
- 1971 : Bordeaux, Musée des Beaux-Arts : Surréalisme
- 1972 : Munich, Haus des Kunst : Der Surrealismus
- 1972 : Paris, Musée des Arts décoratifs : Le Surréalisme
- 1973 : Paris, Galerie de Seine : Philippe Soupault, Collection fantôme
- 1974 : Milan, Galerie Annunciata : Maestri del Surrealismo
- 1974 : Château de Saint-Cirq-Lapopie : Aspects du Surréalisme
- 1976 : Paris, Galerie des Grands Augustins : Rituel surréaliste
- 1976 : Bruxelles, Galerie Govaerts : Les demeures d’Hypnos
- 1978 : Zurich, Kunsthaus, Le musée en tiroirs.
- 1979 : Paris, Galerie de Seine et Bruxelles, Galerie Isy Brachot : Le Musée volé de Michel Lancelot
- 1980 : Marseille, Musée Cantini : Cantini 80
- 1981 : Lyon, ELAC : Permanence du regard surréaliste
- 1981 : Paris, Musée National d’Art Moderne - Centre Georges Pompidou : Paris - Paris, 1937-1957
- 1982 : Paris, Galerie de Seine : Surréalisme et Abstraction 1921-1960
- 1983 : Paris, Galerie 1900-2000 : Trajectoires 1905 – 1983
- 1984 : Washington, Hirshorn museum : Artistic collaboration in the 20 th Century
- 1985 : Liège, Musée d’Art Moderne : Voir avec Michel Butor
- 1986 : Venise : Biennale de Venise
- 1986 : Marseille, La Vieille Charité : La Planète affolée
- 1986 : Paris, Galerie Artcurial : L’aventure surréaliste autour d’André Breton
- 1989 : Milan, Palazzo Reale : I Surrealisti, a cura di Arturo Schwarz /
- 1991 : Paris, Musée National d’Art Moderne - Centre Georges Pompidou : André Breton, la beauté convulsive.
- 2011 : Saint-Louis, Alsace, Espace d'Art Contemporain Fernet-Branca : Chassé-Croisé Dada-Surréaliste 1916-1969.

## Publications
- Points-Feux, Le Surréalisme encore et toujours, 4ème et 5ème Cahiers de Poésie, Paris, La Main à Plume, 1943.
- Opinion de Hérold, La peinture murale collective du Centre psychiatrique de Sainte-Anne, L’Architecture d’aujourd’hui, numéro hors-série Art, 1946.
- L’œuf obéissant, l’œuf désobéissant, Le Surréalisme en 1947, Maeght éditeur, 1947.
- « Entre deux lynx » (13 avril 1948), Néon, no 3, mai 1948.
- Carte postale à Yves Tanguy, Néon, no 5, 1949.
- L’Être et ses Reflets, Almanach surréaliste du demi-siècle, numéro spécial de La Nef, Paris, Éditions du Sagittaire, 1950.
- Maltraité de Peinture, Paris, éditions Georges Fall, Falaize, Paris, 1957.
- Taschenbuch fur böse Maler, Wuppertal, Parnass, 1960.
- Maltraité de peinture, version augmentée, Paris, éditions Georges Fall, Paris, 1976
- Maltraité de peinture, version définitive, précédé d’un poème de Michel Butor, « Trajet du héraut », et suivi d’un texte de Jean-Pierre Duprey, « Titres pour tableaux », Fontfroide-le-Haut, Fata Morgana, 1985.
- Mon désir du bleu, poème, 1945 / Fragments biographiques / Sur soi, in Cahiers Robert Rius, no 2, automne 2011.

### Principaux livres illustrés
- Gellu Naum, Vasco de Gama, Bucarest, 1940.
- Boris Rybak, Le Linceul des marées, Paris, La Main à Plume, 1944.
- L’Avenir du Surréalisme, Paris, La Main à Plume, 1945.
- Pierre Mabille, Le Merveilleux, Paris, Les Quatre-Vents, 1946.
- Michel Fardoulis-Lagrange, Le texte inconnu, Paris, Les Éditions de Minuit, 1948.
- Marquis de Sade, L’Aigle, Mademoiselle…, Paris, Les Éditions Georges Artigues, 1949.
- Jean-Pierre Duprey, Derrière son double, Paris, Le Soleil noir, 1950.
- Marquis de Sade, La Vanille et la Manille, Paris, Collection Drosera, I, 1950.
- Julien Gracq, La Terre habitable, Paris, Collection Drosera, II, 1951.
- Pierre Demarne, Bref, Étoile, Paris, Éditions de Minuit, 1951.
- Gherasim Luca, Héros-limite, Paris, Le Soleil noir, 1953.
- Francis Ponge, Le Soleil placé en abîme, Paris, Collection Drosera, III, 1954.
- Michel Fardoulis-Lagrange, Les Hauts-Faits, Paris, Nouvelles Éditions Debresse, 1956.
- Marquis de Sade, La Vérité, Paris, Jean-Jacques Pauvert, 1961.
- Gherasim Luca, Le Sorcier noir. La mise en formule d’une forme de Jacques Hérold, Paris, chez l'auteur et l'artiste, 1962.
- Jean-Pierre Duprey, Derrière son double, Paris, Le Soleil noir, 1964.
- Gilbert Lely, L’inceste l’été, poésie, suivie d'Observations sur le rang numérique du dernier pape Jean, Paris, l'auteur, 1964.
- Pierre-André Benoit, Avant le sommeil, Alès, PAB, 1965.
- Michel Butor, Dialogues des règnes, Paris, Brunidor, 1967.
- Gilbert Lely, Ma Civilisation, Paris, l'auteur, 1967.
- Georges Bataille, L’Archangélique, Paris, Nouveau cercle parisien du livre, 1967.
- Claude Sernet, Ici repose, Montpellier, Éditions Fata Morgana, 1967.
- Michel Butor, La politique des charmeuses, Vaduz, Éditions Brunidor, 1969.
- Tristan Tzara, 40 chansons et déchansons, Montpellier, Fata Morgana, 1972.
- Yvonne Caroutch, Le Grand Transparent et le Grand Ecorché, Saint-Pierre-Capelle, Éditions Lettera Amorosa, 1972.
- Michel Bulteau, Sang de Satin, Paris, Éditions Jacques Veuillet, 1972.
- Jean-Clarence Lambert, DiAmants, La Rouvière, 1974.
- Michel Butor, Le Rêve du Déménagement, Braine-le-Comte, Lettera Amorosa, 1975.
- Michel Bulteau, Des siècles de folie dans les calèches étroites, Paris, Pierre Belfond, 1975.
- Pierre Dhainaut, La maison, le passage, À la louve de l’hiver, 1976.
- Ilarie Voronca, Patmos (1934), Bagnols-sur-Cèze, Guy Chambelland, 1977.
- Michel Bulteau, L’Aiguille de diamant de l’anéantissement, Paris, Le Soleil noir, 1980.
- Christian Tarting, Dialogue du satin, Marseille, Ryôan-ji, 1983.
- Salah Stétié, Nuages avec des voix, Montpellier, Fata Morgana, Montpellier, 1984.
- Michel Butor, Hors-d'œuvre, Rouen, L'Instant perpétuel, 1985.
- Christian Nicaise, Moir, Rouen, L'Instant perpétuel, 1988.

## Filmographie
- 1949 : La rue plage de Gilles Ehrmann (film inachevé)
- 1989 Teri Wehn Damisch, État de piège, la filière marseillaise de Varian Fry

### DVD
- Fabrice Maze, Jacques Hérold, Le grain de phosphore au doigt, Seven Doc, coll. « Phares », 2012.

#### Catalogues d'exposition anthumes
- Documents 34, Intervention surréaliste, Bruxelles, juin 1934.
- Boris Rybak, "Attention peinture", Informations Surréalistes, Paris, Feuillet de la Main à plume, mai 1944.
- Pierre Mabille, Paris, Cahiers d’Art, 1945-1946.
- René Renne et Claude Serbanne, Jacques Hérold, New York, View, 1945.
- André Breton, Jacques Hérold, catalogue de l’exposition Hérold, Paris, Cahiers d’Art, 1947.
- Stanislas Rodanski, Au voisinage des tableaux de Jacques Hérold, Paris, Néon no 1, 1948.
- Enrique Gomez-Correa, Jacques Hérold o el fuego cristalizado, Santiago, Pro Arte, 1949.
- Robert Lebel, Jacques Hérold illustrateur, Paris, Paru, 1950.
- Francis Ponge, Parade pour Jacques Hérold, catalogue de l’exposition Jacques Hérold, Paris, Galerie Furstenberg, 1954.
- Paul Haesaerts, La peinture française au Musée de Liège, nouvelles acquisitions, Éditions des Arts plastiques, Bruxelles, 1951.
- Patrick Waldberg, Jacques Hérold, Tokyo, Mizue, 1954.
- Georges Limbour, Hérold, L’Observateur, Paris, 1954.
- Ghérasim Luca, Pierre Ambiante, Phases 2, Paris, 1955.
- Patrick Waldberg, Jacques Hérold, Catalogue de l’exposition Hérold, Bruxelles, Palais des Beaux-Arts, 1957.
- Edouard Jaguer, Hérold, Amsterdam, Museum-Journal, Amsterdam, 1957.
- Patrick Waldberg, « Hérold ou la conjoncture poétique », L’Observateur, Paris, 1959. Patrick Waldberg, Jacques Hérold, XXe siècle, Paris, 1959.
- Michel Butor, Jacques Hérold, catalogue de l’exposition Hérold, Paris, Galerie La Cour d’Ingres, 1959.
- Patrick Waldberg, Hérold ou l’enfance de l’art, Paris, Critique, 1960.
- Jacques Charpier, Hérold, Paris, Arts, 1960.
- Jacques Charpier, Hérold, le cristal et le vent, Paris, Cahiers du Musée de Poche, 1960.
- Patrick Waldberg, Jacques Hérold, Bruxelles, Quadrum, 1961.
- Patrick Waldberg, Mains et Merveilles, Paris, Mercure de France, 1961.
- Patrick Waldberg, Hérold, catalogue de l’exposition Hérold, Chicago, William and Norma Copley Foundation, 1962.

- Michel Butor, Jacques Hérold, Le Musée de Poche, 1964.
- André Breton, Le surréalisme et la peinture, édition revue et augmentée, Paris, Gallimard, 1966.
- Sarane Alexandrian, L’Art surréaliste, Paris, Fernand Hazan, 1969.
- Georges Raillard, Dans l’intimité de Jacques Hérold, Paris, Opus, 1974.
- Alain Jouffroy, Jacques Hérold, poète de la vision, XXe siècle, novembre 1974.
- Patrick Waldberg, Les demeures d’Hypnos, Paris, Éditions de la Différence, 1976.
- Michel Butor, Jacques Hérold - Le surréaliste autre, Michel Fardoulis-Lagrange, « Pour Jacques Hérold », Rome, Edizioni Carte Segrete, 1982.
- « Le Jeu de Marseille » (Jeu de cartes surréaliste), Marseille, André Dimanche éditeur, 1983.
- Jean-Paul Clébert, « Jacques Hérold et le Surréalisme », Lille, Revue des Sciences Humaines, 1984.
- Antoine Coron, Hérold illustre, Paris, Arenthon, 1985.
- Jean Demelier, Jacques Hérold, conversation avec Jean Desullier, in: Artension, 1985.
- Bernard Noël, Une liaison surréaliste, Marseille - New York, André Dimanche éditeur, 1985.
- La planète affolée, Surréalisme, dispersions et influences 1938-1947, Musées de Marseille - Flammarion, 1986.
- Alain Jouffroy, « L’aigle de et dans Jacques Hérold », catalogue de l’exposition Hérold, Paris, Galerie Patrice Trigano, 1987.

#### Ouvrages généraux et monographies
- Patrick Waldberg, Le Surréalisme, Genève, Skira, 1962.
- René Passeron, Encyclopédie du Surréalisme, Paris, Somogy, 1975.
- Adam Biro et René Passeron, Dictionnaire général du surréalisme et de ses environs, Paris, P.U.F., 1982.
- José Pierre, L’Univers du surréalisme, Paris, Somogy, 1983.
- I Surrealisti, Milan, Mazzotta, 1989.
- Sarane Alexandrian, Jacques Hérold, Paris, éditions Georges Fall, 1995.
- Gérard Durozoi, Histoire du mouvement surréaliste, Paris, Hazan, 1997.
- Sarane Alexandrian, Les Peintres surréalistes, New York - Paris, Anna Graham, 2009.
- Georges Sebbag, Memorablia, Paris, Le Cercle d'Art, 2009.
- Christine Poullain, Rose-Hélène Iché, Christophe Dauphin, Jean-Michel Goutier (dir.), catalogue de l’exposition Jacques Hérold et le Surréalisme, Marseille, Musée Cantini, 2010.
- Léa Nicolas-Teboul, "Cristallisations de Jacques Hérold", La Main à plume (1940-44) / le communisme des esprits surréalistes à l'épreuve de l'Occupation, Hermann, 2023, p. 315-324.

### Filmographie
- Jacques Hérold, un surréaliste à l'état sauvage, film documentaire réalisé par Fabrice Maze, co-produit par Seven Doc, Aube Elléouët et Oona Elléouët. Sorti en 2012.